# 竹山ひとり旅
『竹山ひとり旅』（ちくざんひとりたび）は、1977年に日本で公開された映画。製作は近代映画協会、ジァンジァン。

## スタッフ
- 監督・脚本：新藤兼人
- 製作：高嶋進、佐藤貞樹、能登節雄、赤司学文
- 音楽：林光
- 撮影：黒田清巳
- 美術：大谷和正
- 編集：近藤光雄
- 録音：東京映画映像部
- スクリプター：城田孝子
- 助監督：小松崎和男
- 照明：岡本健一

## キャスト
- 高橋竹山（高橋定蔵）：林隆三
- トヨ（竹山の母）：乙羽信子
- 定吉（竹山の父）：金井大
- ユミ江（竹山の第一の妻）：島村佳江
- フジ（竹山の第二の妻）：倍賞美津子
- 戸倉重太郎：観世栄夫
- 戸倉タミ：根岸明美
- 泥棒の仙太：川谷拓三
- 飴売りの彦市：戸浦六宏
- 作兵衛：殿山泰司
- お時：川口敦子
- 成田雲竹：佐藤慶
- 札売りの女：絵沢萠子
- 豪農の旦那：森塚敏
- 後藤駒右衛門：小松方正
- おちか婆さん：緋多景子
- 北海道の木賃宿の女中：佐々木すみ江
- 北海道の木賃宿の主人：織本順吉
- 函西ひで子：市川竹女
- 芝居の小屋主：梅津栄
- 寺の大黒さん：浦辺粂子
- 農家の婆さん：初井言榮
- 山岸先生：島田順司
- 恐山の巡礼：赤井誠子
- 女芸人：高橋竹与
- 映画館の弁士：松田春翠
- 産婆：神田時枝
- 医者：大山豊
- 富子：伊佐山ひろ子
- 校長：藤村有弘
- 瀬川道子：吉田さより
- 郵便配達夫：大泉滉
- 高橋竹山：高橋竹山（本人）